# Cabine de sexo

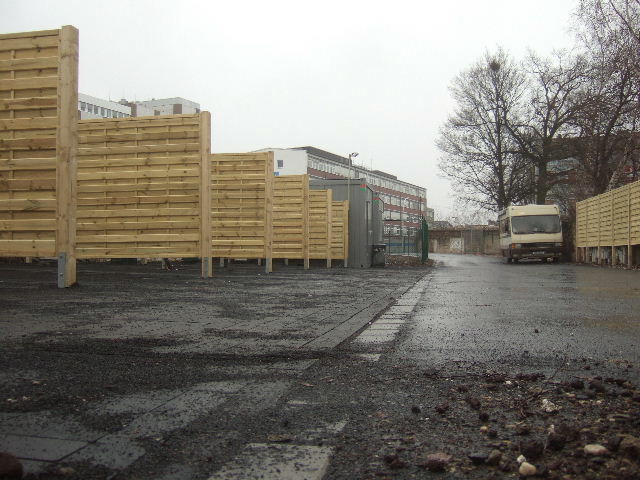
"Verrichtungsboxen" em Bona, Alemanha

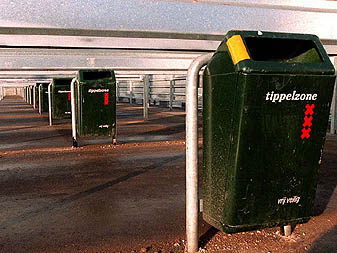
Vista da instalação drive-in de sexo em Amsterdã (onde os painéis não alcançam o solo), que agora está fechada

Um drive-in de sexo ou cabine de sexo é uma garagem para automóveis (ou local semelhantemente protegido) projetada para permitir que a prostituição ocorra utilizando carros, e pode ser encontrada em alguns países da Europa. Geralmente, as instalações são criadas pelas autoridades locais para exercer algum controle sobre onde a prostituição ocorre e para proporcionar maior segurança.

## Histórico
O conceito teve início nos Países Baixos, onde tais instalações são chamadas de afwerkplek (literalmente significando “um lugar para terminar o trabalho”; mais precisamente, “uma área protegida, fornecida pelas autoridades, onde as prostitutas prestam seus serviços”), e foi utilizada pela primeira vez em Utreque a partir de 1986. Posteriormente, o modelo foi adotado na Alemanha (Verrichtungsbox em alemão, que se traduz de forma aproximada como “caixa de efetivação”, mas com um toque de banalidade e trivialidade), onde o modelo de Utrecht foi utilizado pela primeira vez em Colônia. Lá, um espaço do tamanho de um campo de futebol, cercado por uma barreira, situado em uma antiga área industrial (normalmente o tipo de região onde não há moradores para reclamar da localização), com entrada controlada, câmeras de segurança e botões de alarme em cada cabine.

## Expansão para a Suíça
Em 2013, a primeira instalação na Suíça foi inaugurada em Zurique. Além da segurança, as cabines estão equipadas com botões de alarme. Os eleitores de Zurique aprovaram a construção da instalação em um referendo em março de 2012. Devido a inúmeras reclamações sobre a prostituição pública que afetava os moradores, Zurique começou a considerar o projeto em 2010 e visitou outras instalações, inclusive aquelas em Colônia e Essen, e reportagens da imprensa suíça referiram-se ao conceito como sex-boxen (caixas de sexo).